# 조르주 퀴비에
장 레오폴 니콜라 프레데리크 퀴비에(프랑스어: Jean Léopold Nicolas Frédéric Cuvier [kyvje][*], 1769년 8월 23일 ~ 1832년 5월 13일)은 프랑스의 동물학자이자 정치가이다.
몽펠리에에서 출생하였으며, 가정교사를 하면서 바다의 생물을 연구하였다. 그 후 생틸르의 소개로 파리 박물관의 교수가 되었다. 그는 동물계를 4부문 15군으로 나눈 분류표를 작성하였다. 또 비교 해부학적 연구에 의하여 화석을 조사하고 고생물학을 창시하였다. 그는 라마르크의 진화론을 부정하여 종의 불변을 고집하고 "천변지이설"을 주장하였다. 동생인 프레데릭 퀴비에 역시 동물학자로 활동하였다.

## 같이 보기
- 세라 바트먼
- 고생물학사